# Come Back With Christmas
《Come Back With Christmas》는 대한민국 가수 티티마의 첫 번째 디지털 싱글이다. 2007년에 발매되었다. 타이틀곡은 〈메리 메리〉이다.

## 수록곡
1. I Wish You A Merry Christmas!
2. 메리 메리
3. 추억 (친구에게)
4. 메리 메리 (Inst.)